# Оле Ремер
О́ле Крі́стенсен Ре́мер (дан. Ole Christensen Rømer; 25 вересня 1644, Орхус — 19 вересня 1710, Копенгаген) — данський астроном, який першим виміряв швидкість світла (1676).

## Біографія
Оле Ремер народився 1644 року в Орхусі в родині торговця і шкіпера Крістена Педерсена (помер 1663 року) і Анни Олуфсдаттер Сторм (бл. 1610 - 1690), дочки заможного олдермена. З 1642 року Крістен Педерсен, батько Оле, став використовувати прізвище Ремер, це означає, що він походить з данського острова Рьомьо (Північно-Фризькі острови)  Він зробив це, щоб його не плутали з іншими людьми з тим самим ім'ям і прізвищем. 1662 року Оле Ремер став учнем Орхуської кафедральної школи, і того ж року він переїхав до Копенгагена, щоб вчитися в Копенгагенському університеті. Був учнем фізика Расмуса Бартоліна, під його керівництвом вивчав математику й астрономію, крім того Ремер брав участь в підготовці публікації журналів спостережень Тихо Браге. Потім Оле Ремер допомагав французькому астрономові Пікару у визначенні географічного розташування Ураніборгу (обсерваторії Тихо Браге) на острові Вен. Пікар переконав молодого Ремера податися з ним до Парижа.

### Робота в Парижі
1671 року Ремер перебрався до Парижа, де працював у Паризькій обсерваторії. Також він був вчителем дофіна і брав участь у створенні фонтанів Версаля. Ремер став діяльним співробітником Кассіні і був обраний членом паризької академії наук.
Найважливішою з наукових робіт Ремера в Парижі було визначення швидкості світла, засноване на низці спостережень над затемненнями супутника Юпітера Іо. Користуючись складеними Дж. Кассіні таблицями руху супутників Юпітера. Ремер пояснив запізнювання часу затемнення першого супутника (для випадку, коли Земля і Юпітер найвіддаленіші один від одного порівняно з часом затемнення при найменшій відстані між ними) скінченністю швидкості світла. Запізнення становило 22 хвилини, і цей час витрачався світлом, щоб подолати відстань, яка дорівнює діаметру орбіти Землі (за сучасними даними, світло проходить цю відстань приблизно за 17 хвилин). Перший звіт про своє відкриття Ремер надав до Паризької академії 22 листопада 1675 року. Цій же темі він присвятив мемуар «Démonstration touchant le mouvement de la lumière» («Старі мемуари паризької академії наук», тт. I і X). Спочатку гіпотеза Ремера була зустрінута з недовір'ям, оскільки більшість учених були впевнені, що швидкість світла нескінченна. Лише за півстоліття вона затвердилася в науці.
За свідченням Лейбніца, Ремер ще до 1676 року зробив важливе в практичному відношенні відкриття, що епіциклоїдні зубці в зубчатому колесі спричиняють найменше тертя.
У «Старих мемуарах паризької академії» були надруковані ще деякі повідомлення Ремера, наприклад: «Règle universelle pour juger de la bonté des machines qui servent à élèver l'eau par le moyen d'une machine» (т. I); «Construction d'une roue propre à exprimer par son mouvement l'inegalité des révolution des planètes» (там само); «Experimenta circa altitudines et amplitudines projectionis corporum gravium, instituta cum argento vivo» (VI), «De crassitie et viribus tuborum in aquaeductibus secundum diversas fontium altitudines diversas que tuborum diametros» (там само). Опису винаходів Ремера присвячена також низка статей, надрукованих у виданні «Machines approuv. entre 1666 et 1701 par l'Acad. de Paris» (I, 1735).

### Повернення до Данії
1681 року Ремер повернувся на батьківщину й став професором математики й астрономії в копенгагенському університеті. Він активно займався астрономічними спостереженнями як у себе вдома, так і в університетській обсерваторії, використовуючи вдосконалені інструменти, зроблені за його кресленнями. Ремер взявся за обладнання астрономічної обсерваторії, яка, завдяки його працям, швидко зайняла визначне місце в науці. Ремер винайшов кілька астрономічних інструментів: полуденну трубу, меридіанне коло, екваторіал з годинниковим колом і дугою нахилів та деякі інші. За допомогою них він провів цілу низку чудових досліджень: визначив схилення та пряме піднесення понад 1000 зір; робив протягом 17 чи 18 років спостереження, які, на його думку, мали привести до визначення річних паралаксів нерухомих зір та інше. Окрім згаданих вище інструментів, винайдених Ремером, широкого розповсюдження наприкінці XVII ст. набув мікрометр, що використовується під час спостереження затемнень і має дуже дотепний устрій.
Як королівський математик він розробив національну систему мір і вагів для Данії, яку запровадили 1 травня 1683 року. Ремеру належить також заслуга введення в Данії григоріанського календаря (1710 року). Після повернення Ремера на батьківщину було опубліковано лише два його твори — обидва в «Miscellanea Berolinensia»: «Descriptio luminis borealis» (I, 1710) і «De instrumento astronomicis observationibus inserviente а se invento» (III, 1727). Перша біографія Ремера написана Горребовим і вміщена на початку згаданого вище твору.
1705 року Ремера було призначено на посади поліцмейстера й бургомістра в Копенгагені, які він посідав до самої смерті з великою користю для міста.
На жаль, його спостереження не збереглися: вони згоріли під час великої пожежі в Копенгагені 1728 року. Пожежа знищила й обсерваторію. Учневі й наступникові Ремера по управлінню обсерваторією, Горребову, вдалося врятувати тільки незначну частину рукописів Ремера.